# Pleonectoides vinacea
Pleonectoides vinacea là một loài bướm đêm trong họ Crambidae.